# Ahmad Mazani
Ahmad Mazani (persan : احمد مازنی) est un religieux Iranien et homme politique réformiste. Il est membre du Parlament de l'Iran  et représente les circonscriptions de Téhéran, de Rey, de Shemiranat et de Eslamshahr.

## Carrière
Mazani est un cadre supérieure de la Fondation des Martyrs et des anciens combattants

### Parcours électoral
| Année | Élection     | Votes     | %     | Rang | Notes     |
| ----- | ------------ | --------- | ----- | ---- | --------- |
| 2016  | Législatives | 1,125,608 | 34.66 | 25   | Vainqueur |